# Viscount Barnewall
Viscount Barnewall, of Kingsland in the Parish of Donabate in the County of Dublin, war ein erblicher britischer Adelstitel in der Peerage of Ireland.

## Verleihung
Der Titel wurde am 29. Juni 1646 für den irischen Politiker Nicholas Barnewall geschaffen. Dieser war zuvor Abgeordneter für das County Dublin im irischen House of Commons. Zusammen mit der Viscountwürde wurde ihm der nachgeordnete Titel Baron Turvey verliehen.
Beide Titel erloschen beim Tod von dessen Ururenkel, dem 6. Viscount, am 15. November 1834.

## Liste der Viscounts Barnewall (1646)
- Nicholas Barnewall, 1. Viscount Barnewall (1592–1663)
- Henry Barnewall, 2. Viscount Barnewall († 1688)
- Nicholas Barnewall, 3. Viscount Barnewall (1668–1725)
- Henry Barnewall, 4. Viscount Barnewall (1708–1774)
- George Barnewall, 5. Viscount Barnewall (1758–1800)
- Matthew Barnewall, 6. Viscount Barnewall († 1834) (Titel anerkannt 1814)